# 斑點圓魨
斑點圓魨（学名：Sphoeroides maculatus）為輻鰭魚綱魨形目四齒魨亞目四齒魨科的其中一種，分布於西大西洋區從加拿大紐芬蘭至美國佛羅里達海域及半鹹水域，棲息深度10-183公尺，本魚上側面灰色或褐色且有模糊不清的黑色斑點與鞍狀斑，腹面黃色到白色，體長可達36公分，棲息於有遮蔽的河口區、海灣，生活習性不明，可做為食用魚及觀賞魚。
其种加词“maculatus”意为“有斑点、斑块、斑纹的”。